# Ајдијал (Џорџија)
Ајдијал (енгл. Ideal) град је у америчкој савезној држави Џорџија. По попису становништва из 2010. у њему је живело 499 становника.

## Демографија
Према попису становништва из 2010. у граду је живело 499 становника, што је 19 (3,7%) становника мање него 2000. године.
| Група             | 2000.       | 2010.       |
| Белци             | 167 (32,2%) | 147 (29,5%) |
| Афроамериканци    | 343 (66,2%) | 330 (66,1%) |
| Азијати           | 0 (0,0%)    | 3 (0,6%)    |
| Хиспаноамериканци | 2 (0,4%)    | 5 (1,0%)    |
| Укупно            | 518         | 499         |